# 图卢兹屠宰场

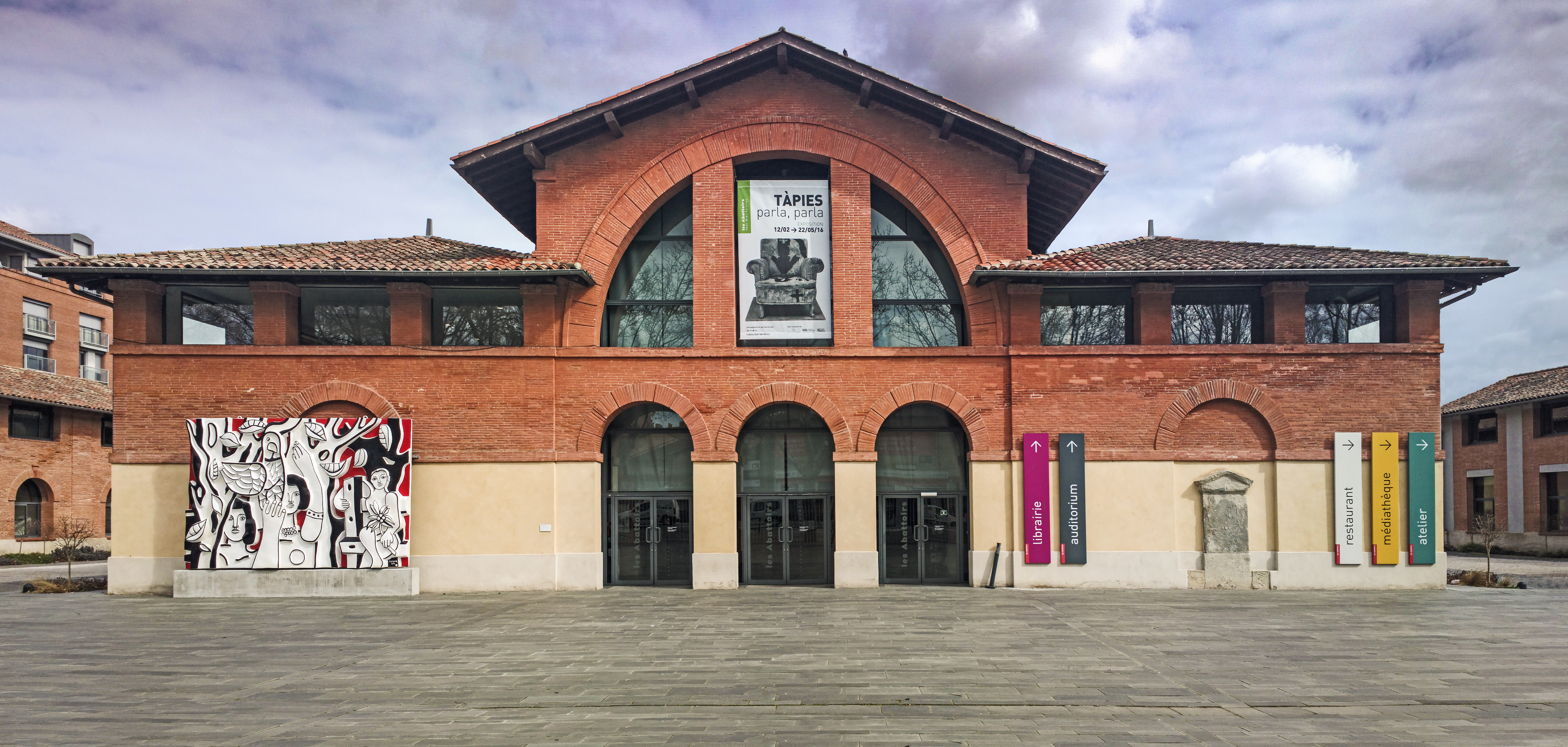

图卢兹屠宰场（Les Abattoirs, Musée – Frac Occitanie Toulouse）包括一个现代艺术和当代艺术博物馆（Musée），和地区当代艺术收藏（Frac），位于法国奥克西塔尼大区首府图卢兹。 屠宰场收藏大约3880件作品和物品。现代艺术和当代艺术的作品范围上自1934年，下到2020年。
2000年，“图卢兹屠宰场”在建于1823年的原市屠宰场开业。 这里收藏了一些重要的作品，其中包括艺术收藏家安东尼·丹尼的捐赠收藏品、丹尼尔·科迪尔捐赠收藏品等。 博物馆的藏品和地区当代艺术收藏的藏品在管理上仍然是分开的。